# Röttger Ganslandt (Jurist)
Röttger Ganslandt (* 28. August 1812 in Hanau; † 6. Dezember 1894 in Kassel) war ein kurhessischer Geheimer Justizrat und Leiter der Obergerichte Fulda und Marburg.

## Leben
Röttger Ganslandt wurde als Sohn des Lübecker Senators Wilhelm Gansdlandt (* 11. März 1780 Lübeck; † 18. September 1818 Lübeck) und dessen Ehefrau Charlotte Louise Hestermann (* 9. Mai 1785 Hanau; † 1. Dezember 1848 Lübeck) geboren und absolvierte in den Jahren von 1831 bis 1835 ein Studium der Rechtswissenschaften an den Universitäten in Heidelberg, Göttingen und Marburg. Anschließend machte er sein Referendariat beim Criminal-Senat des Obergerichtes Hanau.
Von 1840 bis 1848 fungierte er als Staatsanwalt für die Grafschaft Schaumburg und Obergerichtsanwalt beim Obergericht Rinteln.
Von 1848 bis 1851 war er Obergerichtsassessor im Zivilsenat des Obergerichts Marburg, als er zum Obergericht Fulda wechselte und dort 1854 Obergerichtsrat wurde.
1864 kehrte er in gleicher Funktion zum neugebildeten Obergericht Marburg zurück.
Das Wochenblatt für die Provinz Fulda, Jahrgang 1864, Ausgabe 1 vom 2. Januar 1864 berichtete: Seine königliche Hoheit der Kurfürst haben allergnädigst geruht, den Obergerichtsrat Röttger Ganslandt in Fulda in gleicher Eigenschaft zum neugebildeten Obergericht in Marburg zu versetzen
Nach der Annexion Kurhessens durch Preußen im Jahre 1866 wurde die Gerichtsstruktur der preußischen angegliedert und für die neuen preußischen Provinzen das Oberappellationsgericht Berlin gebildet (1874 mit dem Preußischen Obertribunal vereinigt).
In Kassel wurde nun das Appellationsgericht Kassel als zweitinstanzliches Gericht, das aus dem Zivil- und Strafsenat bestand, geschaffen. Dem Gericht untergeordnet waren die in Amtsgerichte umbenannten bisherigen Justizämter und die sechs neu geschaffenen Kreisgerichte.
Dort war Ganslandt von 1867 bis 1879 Appellationsgerichtsrat im Zivilsenat und galt als ausgezeichneter Zivilrichter am höchsten hessischen Gericht.
Mit der Neuorganisation der Gerichte im Großherzogtum Hessen im Jahre 1879 trat er in den Ruhestand.
1882 wurde ihm der Titel Geheimer Justizrat verliehen.

### Familie
Am 30. Oktober 1843 heiratete er in Lübeck (oder Rinteln) Rosalie Schneider (* 12. Oktober 1818 in Mühlhausen; † 20. Dezember 1882 in Kassel). Aus der Ehe sind die Kinder Wilhelm Karl August (1844–1895, Kaufmann und Konsul, ∞ Elisabeth geb. Haße), Rudolf (1846–1853), Marie (1848–1913, Lehrerin), Bertha (1850–1911), Johanna (1853–1938, Lehrerin), Cornelie (Nelly) (1855–1905, ∞ Gustav Adolf Rübenstrunk (1846–1920)) und Karl (1859–1929) hervorgegangen.

### Auszeichnungen
- Roter Adlerorden IV. Klasse